# Rotterdam Open 1978
Il Rotterdam Open 1978, conosciuto anche con il nome di ABN AMRO World Tennis Tournament 1978 per motivi di sponsorizzazione, è stato un torneo di tennis giocato sul sintetico indoor. È stata la 5ª edizione del Rotterdam Open facente parte del Colgate-Palmolive Grand Prix 1978. Si è giocato all'Ahoy Rotterdam indoor sporting arena di Rotterdam in Olanda Meridionale, dal 3 al 9 aprile 1978.

## Campioni

### Singolare
Jimmy Connors ha battuto in finale  Raúl Ramírez con il punteggio di 7–5, 7–5

### Doppio
Fred McNair /  Raúl Ramírez hanno battuto in finale  Robert Lutz /  Stan Smith con il punteggio di 6–2, 6–3